# Pahlav
Pahlav est un marzban d'Arménie de 579 à 586. 

## Biographie
Sébéos raconte dans son Histoire d'Héraclius qu'après Varaz Vzour « vint le grand aspet parthew et Pahlaw, qui livra bataille dans le village de Chirak et triompha. Il resta sept ans et s’en retourna ». Selon René Grousset, il ne s'agit que d'une escarmouche entre les forces perses et quelques dissidents arméniens.